# Olimpia Ludovisi
Olimpia Ludovisi, född 1656, död 1700, var regerande furstinna av Furstendömet Piombino 1700.   Hon efterträdde sin brorson Niccolo II Ludovisi och efterträddes av sin syster Ippolita Ludovisi. 
Hon var nunna och ärvde tronen plötsligt då hennes nyfödde brorson oväntat avled efter att kort tidigare ha ärvt tronen efter hennes bror. Hon fortsatte vara nunna efter sitt trontillträde. Hon regerade i endast fyra månader. 